# Mahdegg-Alm
Der Alpengasthof Mahdegg-Alm liegt auf 1200 m Höhe auf der Südwestseite des markanten Tennengebirges im Pongau (Salzburger Land).

## Bewirtschaftung
Er wird seit Generationen von der Familie Huber aus Pfarrwerfen bewirtschaftet und ist ein sehr beliebtes Ausflugsziel in der Umgebung von Werfen/Werfenweng. Bis vor wenigen Jahren konnten Gäste über eine Mautstraße bis zur Hütte per Pkw fahren, doch man entschloss sich, diese zu sperren und seitdem ist die Mahdegg-Alm nur mehr zu Fuß erreichbar. 
Das Ausflugsziel mit Ausblick auf das Tal der Salzach und zum gegenüber aufragenden Hochkönig ist ein Ausgangspunkt für Bergsteiger, die von hier aus größere Bergtouren, Plateauüberschreitungen und im Winter Skitouren im Tennengebirge unternehmen können.

## Zugänge
- Vom Unterholzbauern (1100 m, Parkplatz, bei Pfarrwerfen), Gehzeit: 15 Minuten
- Vom Gasthaus Samerhof (950 m, Parkplatz, bei Werfenweng), Gehzeit: 30 Minuten
- Von Lampersbach (900 m, Parkplatz, bei Werfenweng), Gehzeit: 1 Stunde
- Von der Eisriesenweltstraße (975 m, bei Werfen), Gehzeit: 1 Stunde
- Von Werfen oder Pfarrwerfen über Schladmingberg, Unterholz, Gehzeit: 2 Stunden

Anmerkung: die ehemalige Mautstraße von Werfenweng zum Alpengasthof Mahdegg-Alm ist gesperrt.

## Übergänge
- Elmaualm (1520 m) über Tanzboden, Gehzeit: 1,5 Stunden
- Werfener Hütte (1970 m) über Tanzboden oder Thronleiter, Gehzeit: 2 Stunden
- Edelweißerhütte (2350 m), über Eiskeller und Grießkarscharte, Gehzeit: 3 Stunden